# Mesenochroa rogersi
Mesenochroa rogersi là một loài bướm đêm thuộc phân họ Arctiinae, họ Erebidae.